# Kirkeudvalget
Kirkeudvalget er et stående udvalg i Folketinget, der beskæftiger sig med Folkekirken, andre trossamfund samt begravelsesvæsenet. 
Udvalget har 29 medlemmer. Siden folketingsvalget 2022 har Søren Espersen (DD) været formand for udvalget.

## Opgaver
Kirkeudvalget behandler lovforslag og beslutningsforslag og fører løbende parlamentarisk kontrol med kirkeministerens forvaltning af regeringens kirkepolitik og efterlevelse af love og mandater vedtaget af Folketinget på kirkeområdet. Det sidste er ofte hovedaktiviteten og sker i praksis ved at udvalgsmedlemmerne stiller spørgsmål til ministeren. Derudover har udvalget dialog med interessenterne på området, særligt Præsteforeningen og Landsforeningen af Menighedsråd.
Det er ifølge grundloven regeringen, der har ansvaret for at føre Danmarks kirkepolitik. By-, Land- og Kirkeministeriet er ressortministerium for kirkeudvalget.